# Abu Danna
Abu Danna (arab. أبو ضنة) – wieś w Syrii, w muhafazie Aleppo. W 2004 roku liczyła 69 mieszkańców.